# Ernst Johann Groth
Ernst Johann Groth (* 15. August 1859 in Lauenburg in Pommern; † 13. August 1936 in Leipzig) war ein deutscher Schriftsteller, Pädagoge und Schuldirektor. Ab 1898 war er Mitherausgeber der Zeitschrift Die Grenzboten. 

## Leben
Ernst Johann Groth wurde am 15. August 1859 in Lauenburg in Pommern geboren. Er studierte Geschichte und neuere Sprachen an den Universitäten in Greifswald, Berlin und Paris. 1883 wurde er zum Dr. phil. promoviert. Groth schlug den Beruf des Lehrers ein. Er arbeitete zunächst als Lehrer in seiner Heimatstadt Lauenburg, dann ab 1885 am Lehrerinnenseminar in Danzig. 1891 wurde er Oberlehrer an der Städtischen Höheren Mädchenschule in Leipzig, 1901 dort Professor und 1907 Oberstudiendirektor an der später in Goetheschule umbenannten höheren Mädchenschule am heutigen Gaudigplatz. Er starb 1936 in Leipzig und wurde auf dem städtischen Südfriedhof beerdigt.  
Als Schriftsteller veröffentlichte Groth Erzählungen, Novellen und „dramatische Kulturbilder“. Groth arbeitete ab 1888 an der national-liberalen Zeitschrift Die Grenzboten mit, 1898 wurde er gemeinsam mit Johann Grunow ihr Herausgeber.

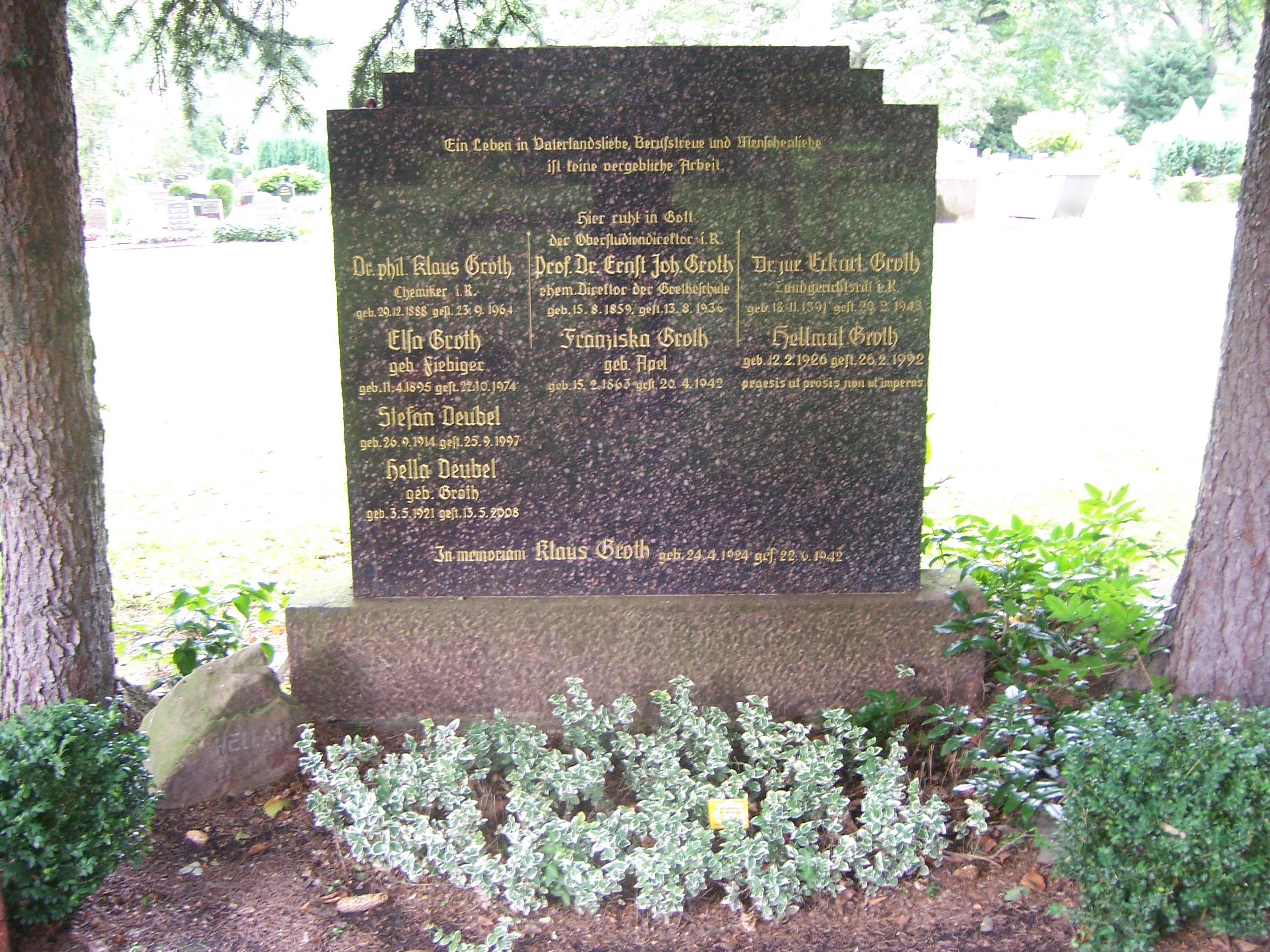
Grabstätte Ernst Johann Groth

## Werke (Auswahl)
- Stürmische Zeiten. 1895.
- Roswitha von Gandersheim. Dramatisches Kulturbild in zwei Aufzügen. Grunow, Leipzig 1901.
- Tilsit 1807. Grunow, Leipzig 1807, urn:nbn:de:gbv:9-g-5274104.
- Die Kuhhaut und andere Erzählungen. Verlag der Deutschen Dichter-Gedächtnis-Stiftung, Hamburg 1908.
- Theano. Ein dramatisches Bild aus dem Frauenleben des Altertums. Reclams Universal-Bibliothek, Nr. 6389. Philipp Reclam jun., Leipzig 1923.